# Liste d'œuvres d'art victimes de la mobilisation des métaux non ferreux en Nouvelle-Aquitaine
 (juillet 2021).
Pour un article plus général, voir Liste d'œuvres d'art victimes de la mobilisation des métaux non ferreux.
Cet article vise à recenser les œuvres d'art dans l'espace public en bronze qui ont été fondues sous le régime de Vichy dans le cadre de la mobilisation des métaux non ferreux, en Nouvelle-Aquitaine.
Les œuvres sont classées par ordre alphabétique de départements et, au sein de ceux-ci, par ordre alphabétique de communes.

## Charente
| Œuvre                               | Auteur          | Commune              | Localisation              | Notes | Installation | Coordonnées                      | Illustration |
| ----------------------------------- | --------------- | -------------------- | ------------------------- | --- | ------------ | -------------------------------- | --- |
| Statue du docteur Jean Bouillaud,   | Raoul Verlet    | Angoulême            | Sur la place Bouillaud    | Représentait Jean Bouillaud. Le moulage en plâtre de la tête est conservé dans le musée. Un médaillon de remplacement réalisé par René Pajot est installé en 1950 sur l'une des tours de l'hôtel de ville, côté rue de l'arsenal. | 1885         | à géolocaliser                   | Image manquante |
| Buste de Ludovic Trarieux           | Jean Boucher    | Aubeterre-sur-Dronne | Sur la place Trarieux     | Représentait Ludovic Trarieux. Un buste de remplacement est installé[Quand ?]. Il est volé en 1987. Un nouveau buste de remplacement est installé en 1991.                                                                        | 1928         | 45° 16′ 17″ nord, 0° 10′ 12″ est | Buste de Ludovic Trarieux |
| Buste de Marc-René de Montalembert, | Émile Peyronnet | Ruelle-sur-Touvre    | Sur la place Montalembert | Représentait Marc-René de Montalembert. Un buste de remplacement est installé en 1957. | 1906         | à géolocaliser                   | Buste de Marc-René de Montalembert« Monument à Montalembert à Ruelle-sur-Touvre », sur À nos grands hommes.,« Monument à Montalembert à Ruelle », sur e-monumen. |

## Charente-Maritime
| Œuvre                               | Auteur                 | Commune   | Localisation                                                          | Notes | Installation | Coordonnées    | Illustration                                                                                         |
| ----------------------------------- | ---------------------- | --------- | --------------------------------------------------------------------- | --- | ------------ | -------------- | --- |
| Buste de Sadi Carnot,               | Henri Chapu            | Ars-en-Ré | Sur la place Carnot                                                   | Représentait Sadi Carnot. Le piédestal resté vide est retiré[Quand ?] et installé dans le cimetière, à gauche de l'entrée.                                                 | 1895         | à géolocaliser | Image manquante                                                                                      |
| Buste d'Edgard Combes,              | Pierre-Antoine Laurent | Pons      | Sur la place de la Marronière, renommée depuis place de la République | Représentait Edgard Combes. | 1907         | à géolocaliser | Image manquante                                                                                      |
| Buste de Théodore Agrippa d'Aubigné | À déterminer           | Pons      | Dans le jardin public                                                 | Représentait Théodore Agrippa d'Aubigné. Un buste de remplacement en pierre réalisé par J. Bouyer est érigé sur la place Agrippa d'Aubigné (anciennement place de Verdun). | À déterminer | à géolocaliser | Buste de Théodore Agrippa d'Aubigné« Monument à Agrippa d'Aubigné à Pons », sur À nos grands hommes. |
| Statue d'Eugène Pelletan,           | Jean-Paul Aubé         | Royan     | Dans le square Botton                                                 | Représentait Eugène Pelletan. | 1892         | à géolocaliser | Image manquante                                                                                      |

## Corrèze
| Œuvre | Auteur                              | Commune               | Localisation                                                           | Notes | Installation | Coordonnées    | Illustration |
| --- | ----------------------------------- | --------------------- | ---------------------------------------------------------------------- | --- | ------------ | -------------- | --- |
| Statue du général Marcellin Marbot,                                                                        | Édouard-François Millet de Marcilly | Beaulieu-sur-Dordogne | Sur la place Barbecane, renommée place Marbot de Beaulieu par la suite | Représentait Marcellin Marbot. Une statue de remplacement en pierre, très différente, réalisée par Pierre Thézé est installée en 1945.                            | 1895         | à géolocaliser | Statue du général Marcellin Marbot« Monument au général de Marbot à Beaulieu-sur-Dordogne », sur À nos grands hommes.,« Monument au général de Marbot à Beaulieu-sur-Dordogne », sur e-monumen.,« Pensionnaires de l'Académie de France à Rome - Pierre Thézé », sur acad-artlas. · Statue du général Marcellin Marbot« Monument au général de Marbot à Beaulieu-sur-Dordogne », sur À nos grands hommes.,« Monument au général de Marbot à Beaulieu-sur-Dordogne », sur e-monumen.,« Pensionnaires de l'Académie de France à Rome - Pierre Thézé », sur acad-artlas. |
| Le Semeur,                                                                                                 | Domenico Trentacoste                | Bort-les-Orgues       | À déterminer                                                           | | 1936         | à géolocaliser | Image manquante |
| Statue du docteur François Jean Majour,                                                                    | François Lanno                      | Brive-la-Gaillarde    | Dans le square Majour, renommé square Chassagnac par la suite          | Le piédestal est resté vide. | 1841         | à géolocaliser | Image manquante |
| Le Tirailleur sénégalais, les armes de ville et le buste du monument au lieutenant-colonel Joseph Germain, | Jean-Bernard Descomps               | Brive-la-Gaillarde    | Sur la place Thiers, renommée square Germain-Auboiroux par la suite    | Les armes de ville et un buste de remplacement identique sont installés en 1947. Le buste est volé en 1986. Il est retrouvé en 1994 et replacé sur son piédestal. | 1914         | à géolocaliser | Image manquante |
| Statue de Charles Lachaud,                                                                                 | Henri Allouard                      | Treignac              | Sur la place de la République                                          | Représentait Charles Lachaud. Une statue de remplacement en pierre réalisée par Claude Bouscau est installée en 1949.                                             | 1897         | à géolocaliser | Statue de Charles Lachaud« Monument à Charles Lachaud à Treignac », sur À nos grands hommes.,« Monument à Charles Lachaud à Treignac », sur e-monumen. |

## Creuse
| Œuvre                              | Auteur                     | Commune  | Localisation                                                | Notes                                                                                     | Installation | Coordonnées                      | Illustration                           |
| ---------------------------------- | -------------------------- | -------- | ----------------------------------------------------------- | ----------------------------------------------------------------------------------------- | ------------ | -------------------------------- | -------------------------------------- |
| Buste du docteur Charles Villard,  | Henri Coutheillas          | Guéret   | Dans le jardin public                                       | Un buste de remplacement très différent réalisé par Vincent Estaque est installé en 2007. | 1911         | à géolocaliser                   | Image manquante                        |
| Buste du docteur Alphonse Vincent, | Évariste Jonchère          | Sardent  | Sur la place de l'Église, renommée place du Docteur-Vincent | Un buste de remplacement identique est installé en 1956.                                  | 1937         | à géolocaliser                   | Image manquante                        |
| Buste d'Amédée Le Faure,           | Jean-Louis-Désiré Schrœder | Vallière | Contre le façade de la mairie                               | Représentait Amédée Le Faure. Le piédestal est resté vide.                                | 1883         | 45° 54′ 25″ nord, 2° 02′ 06″ est | Piédestal du monument à Amédée Lefaure |

## Deux-Sèvres
| Œuvre                                          | Auteur                     | Commune               | Localisation                                    | Notes | Installation | Coordonnées                        | Illustration |
| ---------------------------------------------- | -------------------------- | --------------------- | ----------------------------------------------- | --- | ------------ | ---------------------------------- | --- |
| Premier bain,                                  | Gaston Veuvenot Leroux     | Bressuire             | Dans le square de la gare                       | | 1887         | à géolocaliser                     | Image manquante |
| Buste de Jacques Jallet,                       | À déterminer               | La Mothe-Saint-Héray  | Sur la place de l'Abbé-Jallet, devant la mairie | Représentait Jacques Jallet. Un buste de remplacement en pierre est installé[Quand ?]. Il est retiré et installé[Quand ?] place de l'ancien château, sur le site de l'Orangerie.          | À déterminer | à géolocaliser                     | Image manquante |
| Buste de René Caillié,                         | Étienne-Édouard Suc        | Mauzé-sur-le-Mignon   | Pont sur le Mignon, Grande rue                  | Représentait René Caillié. Un buste de remplacement est installé en 1949. | 1842         | 46° 11′ 37″ nord, 0° 40′ 28″ ouest | Image manquante |
| Buste de Jacques Pierre Bujault,               | Jules Roulleau             | Melle                 | Sur la place de Mairie                          | Représentait Jacques Pierre Bujault. Un buste de remplacement réalisé par Léopold Georges Crouzat est installé et le monument est déplacé sur la place de Strasbourg en 1948.             | 1889         | à géolocaliser                     | Image manquante |
| Buste d'Amable Ricard,                         | Jean-Baptiste Baujault     | Niort                 | Sur la place du Donjon                          | Représentait Amable Ricard. Le piédestal en marbre resté vide est retiré en 2010 et conservé dans les réserves du musée Bernard d'Agesci.                                                 | 1880         | à géolocaliser                     | Buste d'Amable Ricard« Monument à Amable Ricard à Niort », sur À nos grands hommes.,« Monument à Amable Ricard à Niort », sur e-monumen. |
| Faune,                                         | Lange Guglielmo            | Niort                 | Dans le jardin de la brèche                     | Également appelé Un suivant de Bacchus. | 1880         | à géolocaliser                     | Image manquante |
| Persée et la Gorgone                           | Laurent Marqueste          | Niort                 | Dans le jardin de la Brèche                     | | 1880         | à géolocaliser                     | Image manquante |
| Enfance de Bacchus,                            | Amédée Doublemard          | Niort                 | Dans le jardin des plantes                      | | 1882         | à géolocaliser                     | Image manquante |
| L'Espérance (monument aux morts de 1870-1871), | André-Louis-Adolphe Laoust | Niort                 | Sur la place Saint-Jean                         | Également appelé Spes. Le piédestal-fontaine resté vide est retiré en 1960. | 1884         | à géolocaliser                     | Image manquante |
| Buste de Thomas Main,                          | Pierre-Marie Poisson       | Niort                 | Dans le square entre les deux ponts Main        | | 1903         | à géolocaliser                     | Image manquante |
| Statue du monument aux Quatre Largeau,         | Paul Moreau-Vauthier       | Niort                 | À côté du donjon                                | Représentait Victor Largeau, Fernand Largeau et Victor Emmanuel Largeau. Le piédestal reste vide.                                                                                         | 1933         | à géolocaliser                     | Image manquante |
| Statue de Judith,                              | À déterminer               | Saint-Maixent-l'École | Sur la place des Halles                         | Érigée dans les allées Jacques-Fouchier en 1892. Retirée pour ériger le monument de la défense nationale à la place et installée à l'extrémité ouest des allées Jacques-Fouchier en 1902. | 1913         | à géolocaliser                     | Image manquante |

## Dordogne
| Œuvre                                | Auteur                                | Commune          | Localisation                                             | Notes | Installation | Coordonnées                      | Illustration |
| ------------------------------------ | ------------------------------------- | ---------------- | -------------------------------------------------------- | --- | ------------ | -------------------------------- | --- |
| Monument à Albert-André Claveille,   | Alphonse Camille Terroir              | Bergerac         | Sur la place de la République                            | Représentait Albert-André Claveille. Érigé en 1925 boulevard du 8 mai 1945, à l'extrémité du jardin public. Un buste de remplacement réalisé par Jean Varoqueaux est installé en 1952. | À déterminer | 44° 51′ 14″ nord, 0° 29′ 16″ est | Image manquante |
| Buste de Jacques Le Lorrain          | À déterminer                          | Bergerac         | Dans le parc Jean-Jaurès, rue du Docteur Gaston-Simounet | Représentait Jacques Le Lorrain. | À déterminer | à géolocaliser                   | Image manquante |
| Monument au colonel Paul de Chadois, | Léon Fagel                            | Bergerac         | Dans le square de la mairie                              | Représentait Paul de Chadois. | 1904         | à géolocaliser                   | Image manquante |
| Buste du docteur Lucien Barraud      | Gabriel Forestier                     | Bergerac         | Dans le square de la mairie                              | | 1913         | à géolocaliser                   | Buste du docteur Lucien Barraud |
| Statue du général Michel de Beaupuy, | Adolphe Rivet                         | Mussidan         | Sur la place du Général-Beaupuy                          | Représentait Michel de Beaupuy. Le piédestal est resté vide. Un médaillon réalisé par Georges Halbout du Tanney est installé sur un flanc du piédestal en 1980.                        | 1897         | à géolocaliser                   | Statue du général Michel de Beaupuy« Monument au général Beaupuy », sur À nos grands hommes.,« Monument au général Beaupuy à Mussidan (fondu) », sur e-monumen. |
| Buste d'Auguste Chastanet,           | Adolphe Rivet                         | Mussidan         | Sur l'allée des Tilleuls                                 | Représentait Auguste Chastanet. Un buste de remplacement en pierre très différent est installé[Quand ?].                                                                               | 1905         | à géolocaliser                   | Buste d'Auguste Chastanet« Monument au Félibre Chastanet », sur À nos grands hommes.,« Monument au Félibre Chastanet à Mussidan », sur e-monumen. · Buste d'Auguste Chastanet« Monument au Félibre Chastanet », sur À nos grands hommes.,« Monument au Félibre Chastanet à Mussidan », sur e-monumen. |
| Statue de Fénelon,                   | François Lanno                        | Périgueux        | Sur les allées de Tourny                                 | Représentait François de Salignac de La Mothe-Fénelon. Une statue de remplacement réalisée par Gilbert Privat est installée en 1962.                                                   | 1840         | à géolocaliser                   | Image manquante |
| Statue de Michel de Montaigne,       | François Lanno                        | Périgueux        | Sur la place Michel-de-Montaigne                         | Représentait Michel de Montaigne. Une statue de remplacement réalisée par Gilbert Privat est érigée[Quand ?] allées de Tourny.                                                         | 1840         | à géolocaliser                   | Image manquante |
| Jeune Bacchante,                     | Adolphe Rivet                         | Périgueux        | Dans le jardin des Arènes                                | | 1888         | à géolocaliser                   | Jeune Bacchante« Jeune Bacchante à Périgueux », sur À nos grands hommes.,« Jeune Bacchante à Périgueux », sur e-monumen. |
| Le passant et la colombe,            | Gustave Victor Édouard Gaston-Guitton | Sarlat-la-Canéda | Dans le jardin public du Plantier                        | Érigée en 1861 au musée du Luxembourg à Paris. Retirée en 1886. Placée[Quand ?] à l'extérieur du Luxembourg, sur la terrasse côté jardin. Le piédestal est resté vide.                 | 1896         | à géolocaliser                   | Image manquante |
| Buste du capitaine Firmin Malafaye,  | À déterminer                          | Vergt            | Sur la place Saint-Jean                                  | Un buste de remplacement réalisé par J. Besqueu est installé en 1998. | 1903         | 45° 01′ 32″ nord, 0° 42′ 55″ est | Image manquante |

## Gironde
| Œuvre                            | Auteur                 | Commune              | Localisation                                                              | Notes | Installation | Coordonnées                        | Illustration |
| -------------------------------- | ---------------------- | -------------------- | ------------------------------------------------------------------------- | --- | ------------ | ---------------------------------- | --- |
| Louis XVI                        | Nicolas Raggi          | Bordeaux             | Dans le musée des Beaux-Arts                                              | | 1878         | à géolocaliser                     | Louis XVI |
| Statue de la Liberté,            | Auguste Bartholdi      | Bordeaux             | Sur la place Picard                                                       | Un moulage de remplacement en résine est installé en 2001. | 1888         | à géolocaliser                     | Statue de la Liberté« La Liberté à Bordeaux », sur À nos grands hommes.,« La Liberté à Bordeaux », sur e-monumen.                                               |
| Statue de Vercingétorix,         | François Mouly         | Bordeaux             | Allées d'Amour, renommées place des Martyrs-de-la-Résistance par la suite | Représentait Vercingétorix. | 1890         | à géolocaliser                     | Statue de Vercingétorix« Monument à Vercingétorix à Bordeaux », sur À nos grands hommes.,« Monument à Vercingétorix à Bordeaux », sur e-monumen.                |
| Monument à Sadi Carnot,          | Louis-Ernest Barrias   | Bordeaux             | Sur la place Jean-Jaurès                                                  | Représentait Sadi Carnot. | 1896         | à géolocaliser                     | Image manquante |
| Buste de Léo Drouyn,             | Gaston Veuvenot Leroux | Bordeaux             | Sur la place Pey-Berland, devant l'abside de la cathédrale Saint-André    | Représentait Léo Drouyn. Un buste de remplacement en pierre réalisé par René Rispal est installé en 1947.                                                       | 1899         | à géolocaliser                     | Buste de Léo Drouyn« Monument à Léo Drouyn à Bordeaux », sur À nos grands hommes.,« Monument à Léo Drouyn à Bordeaux », sur e-monumen.                          |
| Buste de Léon Valade,            | Charles Louis Malric   | Bordeaux             | Dans le jardin public                                                     | Représentait Léon Valade. Un buste de remplacement est installé[Quand ?].                                                                                       | 1906         | 44° 50′ 54″ nord, 0° 34′ 37″ ouest | Buste de Léon Valade · Buste de Léon Valade |
| Buste d'Alexis Millardet,        | Gaston Veuvenot Leroux | Bordeaux             | Dans le jardin public, cours de Verdun                                    | Représentait Alexis Millardet. Également appelé La vigne reconnaissante. Un buste de remplacement en pierre réalisé par Alexandre Callède est installé en 1953. | 1914         | à géolocaliser                     | Image manquante |
| Statue de Carle Vernet,          | Charles Louis Malric   | Bordeaux             | Sur la terrasse du jardin public                                          | Représentait Carle Vernet. Une statue de remplacement très différente réalisée par Raymond Martin est installée en 1948.                                        | 1922         | 44° 50′ 50″ nord, 0° 34′ 40″ ouest | Image manquante |
| Buste d'Ulysse Gayon,            | Gaston Veuvenot Leroux | Bordeaux             | Dans le jardin public                                                     | Représentait Ulysse Gayon. Un buste de remplacement en pierre réalisé par René Rispal est installé en 1953.                                                     | 1935         | à géolocaliser                     | Buste d'Ulysse Gayon« Monument à Ulysse Gayon à Bordeaux », sur À nos grands hommes.,« Monument à Ulysse Gayon à Bordeaux », sur e-monumen.                     |
| Statue de la Liberté             | À déterminer           | Izon                 | Sur la place de la Liberté                                                | | 1926         | à géolocaliser                     | Image manquante |
| Buste du docteur Joseph Felletin | À déterminer           | Izon                 | À déterminer                                                              | | À déterminer | à géolocaliser                     | Image manquante |
| Statue de Jean Hameau,           | Gaston Veuvenot Leroux | La Teste-de-Buch     | Sur la place Jean-Hameau                                                  | Représentait Jean Hameau. Une statue de remplacement identique est installée en 1962.                                                                           | 1900         | à géolocaliser                     | Statue de Jean Hameau« Monument à Jean Hameau à La Teste-de-Buch », sur À nos grands hommes.,« Monument à Jean Hameau à La Teste-de-Buch », sur e-monumen.      |
| Buste du docteur Georges Rouhet  | Joseph Rivière         | Monségur             | Intersection de l'avenue Jean-Paul Glanet et de l'avenue porte des tours  | Un buste de remplacement est installé[Quand ?]. | 1939         | à géolocaliser                     | Image manquante |
| Statue de Paul Broca,            | Paul-François Choppin  | Sainte-Foy-la-Grande | Sur la place Paul-Broca                                                   | Représentait Paul Broca. | 1888         | à géolocaliser                     | Statue de Paul Broca« Monument à Paul Broca à Sainte-Foy-la-Grande », sur À nos grands hommes.,« Monument à Paul Broca à Sainte-Foy-la-Grande », sur e-monumen. |

## Haute-Vienne
| Œuvre                                                     | Auteur                | Commune                 | Localisation                                                                          | Notes | Installation | Coordonnées                      | Illustration |
| --------------------------------------------------------- | --------------------- | ----------------------- | ------------------------------------------------------------------------------------- | --- | ------------ | -------------------------------- | --- |
| Buste du docteur Amédée Tarrade                           | À déterminer          | Châteauneuf-la-Forêt    | Avenue Amédée-Tarrade, au pied de la place du 8 Mai 1945                              | Un buste de remplacement est installé[Quand ?]. | 1935         | à géolocaliser                   | Image manquante |
| Buste du général Charles Thoumas                          | À déterminer          | Laurière                | Sur la place de l'Église, renommée place Général-Thoumas par la suite                 | Représentait Charles Thoumas. Un buste de remplacement en pierre est installé[Quand ?]. | 1913         | à géolocaliser                   | Buste du général Charles Thoumas« Monument au général Charles Thoumas à Laurière », sur e-monumen. |
| Statue de la Céramique,                                   | Eugène Guillaume      | Limoges                 | Dans le jardin d'Orsay                                                                | | 1882         | à géolocaliser                   | Image manquante |
| Les Belles Vendanges,                                     | Charles Vital-Cornu   | Limoges                 | Dans le jardin d'Orsay / Champ de Juillet                                             | | 1889         | à géolocaliser                   | Image manquante |
| Le Père nourricier,                                       | Léopold Steiner       | Limoges                 | Dans le jardin d'Orsay                                                                | | 1890         | à géolocaliser                   | Image manquante |
| Statue de Joseph Louis Gay-Lussac,                        | Aimé Millet           | Limoges                 | Sur la place d'Aine                                                                   | Représentait Joseph Louis Gay-Lussac. Une statue de remplacement réalisée par Casaubon est installée dans les jardins du lycée Gay-Lussac en 1945. Détériorée par les intempéries, elle est déplacée[Quand ?] dans le hall Gay-Lussac pour la protéger. | 1890         | à géolocaliser                   | Statue de Joseph Louis Gay-Lussac« Monument à Louis Joseph Gay-Lussac à Limoges », sur À nos grands hommes.,« Monument à Louis Joseph Gay-Lussac à Limoges », sur e-monumen.                                      |
| Statue de Denis Dussoubs                                  | Léon Roussel-Bardelle | Limoges                 | Sur la place Denis-Dussoubs                                                           | Représentait Denis Dussoubs. | 1892         | à géolocaliser                   | Statue de Denis Dussoubs« Monument à Denis Dussoubs à Limoges », sur À nos grands hommes. |
| Statue de Sadi Carnot,                                    | Louis Clausade        | Limoges                 | Rond-point Garibaldi                                                                  | Représentait Sadi Carnot. | 1897         | à géolocaliser                   | Image manquante |
| Buste du général Jean-Baptiste Dalesme                    | Henri Coutheillas     | Limoges                 | Sur la place des Tanneries                                                            | Représentait Jean-Baptiste Dalesme. | 1911         | à géolocaliser                   | Image manquante |
| Buste du docteur François Chénieux,                       | Henri Coutheillas     | Limoges                 | Dans le square de l'Hôtel-de-Ville                                                    | Un buste de remplacement identique est installé en 1952. Il est retiré en 2000 et placé à la clinique François-Chénieux. Il est volé en 2002. | 1912         | à géolocaliser                   | Image manquante |
| Groupes de NaÏades                                        | À déterminer          | Limoges                 | Champ de Juillet                                                                      | | À déterminer | à géolocaliser                   | Image manquante |
| Fontaine de l'enfant et l'oie                             | À déterminer          | Limoges                 | Sur la place Fournier                                                                 | | À déterminer | à géolocaliser                   | Image manquante |
| Chasseur                                                  | À déterminer          | Limoges                 | Hôtel de ville                                                                        | | À déterminer | à géolocaliser                   | Image manquante |
| Statue de Guillaume Dupuytren                             | Gustave Crauk         | Pierre-Buffière         | Avenue de la République                                                               | Représentait Guillaume Dupuytren. Un monument de remplacement très différent est installé en 1977. | 1869         | à géolocaliser                   | Statue de Guillaume Dupuytren« Monument à Guillaume Dupuytren à Pierre-Buffière », sur À nos grands hommes. |
| Statue de la fontaine Adeline,                            | À déterminer          | Pierre-Buffière         | Sur la place Adeline                                                                  | | À déterminer | à géolocaliser                   | Statue de la fontaine Adeline« Fontaine Adeline à Pierre-Buffière », sur À nos grands hommes.,« Fontaine Adeline à Pierre-Buffière », sur e-monumen.                                                              |
| Buste, palme et bas-reliefs du monument à Denis Dussoubs, | À déterminer          | Saint-Léonard-de-Noblat | Rue Roger-Salengro                                                                    | Représentait Denis Dussoubs. Érigé à Limoges en 1882. Retiré et offert à Saint-Léonard-de-Noblat. Un buste de remplacement en pierre est installé[Quand ?].                                                                                             | 1892         | à géolocaliser                   | Buste, palme et bas-reliefs du monument à Denis Dussoubs« Monument à Denis Dussoubs à Saint-Léonard-de-Noblat », sur À nos grands hommes.,« Monument à Denis Dussoubs à Saint-Léonard-de-Noblat », sur e-monumen. |
| Buste d'Adrien Pressemane,                                | Karl-Jean Longuet     | Saint-Léonard-de-Noblat | Intersection du boulevard Carnot (RD 39) et de l'avenue du général de Gaulle (RD 941) | Représentait Adrien Pressemane. Un buste de remplacement est installé[Quand ?]. | 1937         | 45° 50′ 08″ nord, 1° 29′ 25″ est | Image manquante |

## Landes
| Œuvre                                       | Auteur                | Commune        | Localisation                                                               | Notes | Installation | Coordonnées                        | Illustration |
| ------------------------------------------- | --------------------- | -------------- | -------------------------------------------------------------------------- | --- | ------------ | ---------------------------------- | --- |
| Statue de Jean-Charles de Borda,            | Jean-Paul Aubé        | Dax            | Sur la place Thiers                                                        | Représentait Jean-Charles de Borda. Une statue de remplacement en pierre réalisée par Georges Giraud est installée en 1947. | 1891         | 43° 42′ 42″ nord, 1° 03′ 12″ ouest | Statue de Jean-Charles de Borda |
| Statue de Pascal Duprat,                    | Jules Jacques Labatut | Hagetmau       | Sur la place de la République                                              | Représentait Pascal Duprat. Une statue de remplacement en pierre réalisée par Lucien Danglade est installée[Quand ?]. | 1892         | à géolocaliser                     | Image manquante |
| Buste d'Aimé Darrasse                       | Paul Roussel          | Mont-de-Marsan | Dans la cour du lycée Victor Duruy                                         | Un buste de remplacement en pierre est installé[Quand ?]. | À déterminer | à géolocaliser                     | Image manquante |
| La Landaise,                                | Félix Soulès          | Mont-de-Marsan | Sur la place Pascal-Duprat, renommée place du Général-Leclerc par la suite | | 1903         | à géolocaliser                     | La Landaise« La Landaise à Mont-de-Marsan », sur À nos grands hommes.,« La Landaise à Mont-de-Marsan », sur e-monumen.                      |
| Buste de Victor Duruy,                      | Hubert Ponscarme      | Mont-de-Marsan | Dans le parc Jean-Rameau                                                   | Représentait Victor Duruy. Également appelé La Liseuse ou La Science. L'allégorie devant le piédestal réalisée par Charles Despiau progressivement détériorée par les intempéries est retirée en 1975 et abritée dans un local. Sa tête est brisée par la chute d'une poutre lors de l'incendie du local en 1980. Raymond Martin la restaure en réalisant une copie en ciment-pierre et elle est placée dans le musée Despiau-Wlérick en 1981. | 1908         | à géolocaliser                     | Image manquante |
| Buste de Frédéric Bastiat,                  | Vital Gabriel Dubray  | Mugron         | Sur la place Bastiat, devant la mairie                                     | Représentait Frédéric Bastiat. Un buste de remplacement identique est installé en 1951. La renommée (allégorie féminine devant le piédestal) n'est pas remplacée. | 1878         | à géolocaliser                     | Buste de Frédéric Bastiat« Monument à Bastiat à Mugron », sur À nos grands hommes.,« Monument à Frédéric Bastiat à Mugron », sur e-monumen. |
| Statue du général Jean Maximilien Lamarque, | Félix Soulès          | Saint-Sever    | Pomenade de Morlanne                                                       | Représentait Jean Maximilien Lamarque. Une statue de remplacement identique est installée en 1955. | 1896         | 43° 45′ 47″ nord, 0° 34′ 25″ ouest | Statue du général Jean Maximilien Lamarque                                                                                                  |

## Lot-et-Garonne
Le livre Vendanges de bronze. L'enlèvement des statues en Lot-et-Garonne sous le régime de Vichy de Jean-Pierre Koscielniak, publié en 2007 aux éditions d'Albret est consacré à ce sujet.
| Œuvre                                              | Auteur                 | Commune             | Localisation                                                               | Notes | Installation | Coordonnées                      | Illustration |
| -------------------------------------------------- | ---------------------- | ------------------- | -------------------------------------------------------------------------- | --- | ------------ | -------------------------------- | --- |
| Statue de la République,                           | Augustin Fumadelles    | Agen                | Sur la place du 14 juillet                                                 | Également appelée La Marseillaise. | 1884         | à géolocaliser                   | Image manquante |
| Buste de Cortète de Prades,                        | Jean Barnabé Amy       | Agen                | Dans le jardin Jayan                                                       | Représentait François de Cortète. | 1890         | à géolocaliser                   | Buste de Cortète de Prades« Monument à Cortete de Prades à Agen », sur À nos grands hommes.,« Monument à Cortete de Prades à Agen », sur e-monumen.                                                                    |
| Statue de la Marseillaise,                         | Ernest Dagonet         | Agen                | Dans le square de la Porte-du-Pin                                          | Une statue de remplacement identique est installée en 2018.                                                                                           | 1903         | à géolocaliser                   | Image manquante |
| Les Lauriers,                                      | Antonin Carlès         | Agen                | Sur la place de la préfecture                                              | Également appelé Le Lot-et-Garonne à ses enfants illustres.                                                                                           | 1912         | à géolocaliser                   | Image manquante |
| Buste de Pierre Deluns-Montaud,                    | Jean-Antoine Injalbert | Allemans-du-Dropt   | Sur la place du Foirail, renommée avenue du Château par la suite           | Représentait Pierre Deluns-Montaud. Un buste de remplacement réalisé par Jean-Paul Gourdon est installé en 1986.                                      | 1909         | 44° 37′ 40″ nord, 0° 17′ 18″ est | Image manquante |
| Buste du lieutenant Louis Arthur Mathurin Palisse, | Antoine Bourlange      | Cancon              | Sur la place du marché                                                     | Une corbeille en pierre est installée[Quand ?] sur le piédestal. Il est retiré en 2003 et installé dans le square avenue du Quercy près de la mairie. | 1897         | 44° 32′ 10″ nord, 0° 37′ 35″ est | Image manquante |
| Buste du général Jean Brun,                        | Raoul Lamourdedieu     | Marmande            | Dans le square de la gare                                                  | Représentait Jean Brun. | 1913         | à géolocaliser                   | Image manquante |
| Monument au général Louis Émile Tartas,            | Auguste Dumont         | Mézin               | Sur la place de l'église                                                   | Représentait Louis Émile Tartas. Le piédestal est resté vide.                                                                                         | 1872         | à géolocaliser                   | Image manquante |
| Statue du président Armand Fallières,              | Daniel-Joseph Bacqué   | Mézin               | Sur la place de l'hôtel de ville                                           | Représentait Armand Fallières. Un buste de remplacement réalisé par Pierre Bouret est installé en 1958.                                               | 1938         | à géolocaliser                   | Statue du président Armand Fallières« Monument au président Armand Fallières à Mézin », sur À nos grands hommes.,« Monument au président Fallières à Mézin », sur e-monumen.                                           |
| Statue du vicomte de Martignac,                    | Denis Foyatier         | Miramont-de-Guyenne | Sur la place Martignac                                                     | Représentait Jean-Baptiste Sylvère Gaye de Martignac.                                                                                                 | 1845         | à géolocaliser                   | Image manquante |
| Buste du général Jacques Delmas de Grammont,       | Gabriel-Jules Thomas   | Miramont-de-Guyenne | Devant l'église Saint-Vincent-de-Paul-en-Guyenne                           | Représentait Jacques Delmas de Grammont. | 1897         | à géolocaliser                   | Buste du général Jacques Delmas de Grammont« Monument au général Delmas de Grammont à Miramont-de-Guyenne », sur À nos grands hommes.,« Monument au général Delmas de Grammont à Miramont-de-Guyenne », sur e-monumen. |
| Statue de Jacques de Romas,                        | Daniel-Joseph Bacqué   | Nérac               | Cours Romas                                                                | Représentait Jacques de Romas. Une statue de remplacement identique est installée en 2010.                                                            | 1911         | à géolocaliser                   | Image manquante |
| Buste de la République,                            | Jean-Antoine Injalbert | Nérac               | Sur la place de la Fédération, renommée place Aristide-Briand par la suite | Le piédestal est resté vide. | À déterminer | à géolocaliser                   | Buste de la République« La République à Nérac », sur À nos grands hommes.,« La République à Nérac », sur e-monumen. |
| L'Ère nouvelle,                                    | Auguste Paris          | Villeneuve-sur-Lot  | Avenue de la gare, renommée avenue Lazare Carnot par la suite              | Également appelée La République française présente au monde le nouveau siècle.                                                                        | 1894         | à géolocaliser                   | Image manquante |

## Pyrénées-Atlantiques
À l'époque ce département s'appelait Basses-Pyrénées.
| Œuvre                                           | Auteur                                                                     | Commune                 | Localisation                         | Notes | Installation | Coordonnées    | Illustration |
| ----------------------------------------------- | -------------------------------------------------------------------------- | ----------------------- | ------------------------------------ | --- | ------------ | -------------- | --- |
| Statue de Léon Bonnat,                          | Victor Ségoffin                                                            | Bayonne                 | Sur la place de la Liberté           | Représentait Léon Bonnat. Un buste de remplacement est installé[Quand ?] dans le square Léon Bonnat.                       | 1923         | à géolocaliser | Statue de Léon Bonnat« Monument à Léon Bonnat à Bayonne », sur À nos grands hommes.,« Monument à Léon Bonnat à Bayonne », sur e-monumen.            |
| Buste du docteur Jean-Anne-Henri Depaul,        | À déterminer                                                               | Morlaàs                 | Sur la place de la mairie            | Un buste de remplacement en résine est installé en 1982. Il est retiré en 2004 et installé place Depaul, près de l'église. | 1892         | à géolocaliser | Image manquante |
| Statue du général Charles Denis Bourbaki,       | Édouard-François Millet de Marcilly                                        | Pau                     | Sur la place Albert 1er              | Représentait Charles Denis Bourbaki. Le piédestal resté vide est retiré en 1977.                                           | 1899         | à géolocaliser | Image manquante |
| Ornements inférieurs de la fontaine Léon Daran, | Louis-Joseph Alexandre (la fontaine) et Théo Lanne (le vautour et l'isard) | Pau                     | Sur la place Saint-Louis-de-Gonzague | | 1899         | à géolocaliser | Ornements inférieurs de la fontaine Léon Daran« Fontaine Léon Daran à Pau », sur À nos grands hommes.,« Fontaine Léon Daran à Pau », sur e-monumen. |
| Monument à Pierre de Jélyotte,                  | Paul Ducuing                                                               | Pau                     | Dans le parc Beaumont                | Représentait Pierre de Jélyotte. Le piédestal est resté vide.                                                              | 1901         | à géolocaliser | Image manquante |
| Allégorie du monument à Charles Floquet,        | Paul Ducuing                                                               | Saint-Jean-Pied-de-Port | Au centre de la place Floquet        | Représente Charles Floquet.                                                                                                | 1910         | à géolocaliser | Image manquante |

## Vienne
| Œuvre                          | Auteur                | Commune | Localisation            | Notes                                                                                           | Installation | Coordonnées    | Illustration                                                                   |
| ------------------------------ | --------------------- | ------- | ----------------------- | ----------------------------------------------------------------------------------------------- | ------------ | -------------- | ------------------------------------------------------------------------------ |
| Statue de Théophraste Renaudot | Alfred Joseph Charron | Loudun  | Devant l'hôtel de ville | Représentait Théophraste Renaudot. Une statue de remplacement identique est installée[Quand ?]. | 1894         | à géolocaliser | Statue de Théophraste Renaudot« Monument à Renaudot à Loudun », sur e-monumen. |